# Muldraugh (Kentucky)
Pour les articles homonymes, voir Muldraugh.
Muldraugh est une ville américaine située dans les comtés de Meade et de Hardin, dans le Kentucky. Selon le recensement de 2020, sa population est de 1 040 habitants.